# Retortă
Retorta este un obiect de sticlă folosit în laboratorul de chimie pentru distilarea sau distilarea uscată a substanțelor. 
Retorta este alcătuită dintr-o sferă cu un gât lung ce coboară pe lângă aceasta. Lichidul care trebuie distilat este plasat în paharul sferic și încălzit. Gâtul acționează ca un condensator.

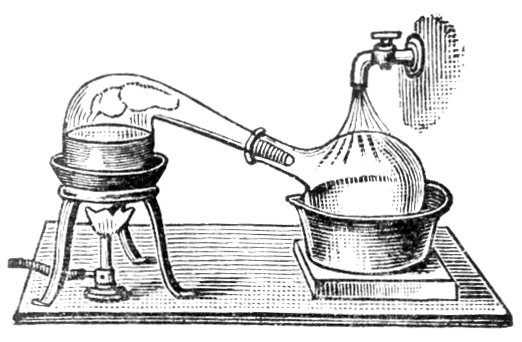
Retortă în folosire